# Улаганский перевал
Улаганский перевал расположен на 26 км Улаганского тракта на Улаганском плато, на территории Улаганского района Республики Алтай, имеет высоту 2080 м. Это один из высочайших автомобильных перевалов на Алтае. Подъём и спуск затяжные. На вершине перевала находится беседка, а деревья вокруг повязаны ленточками.

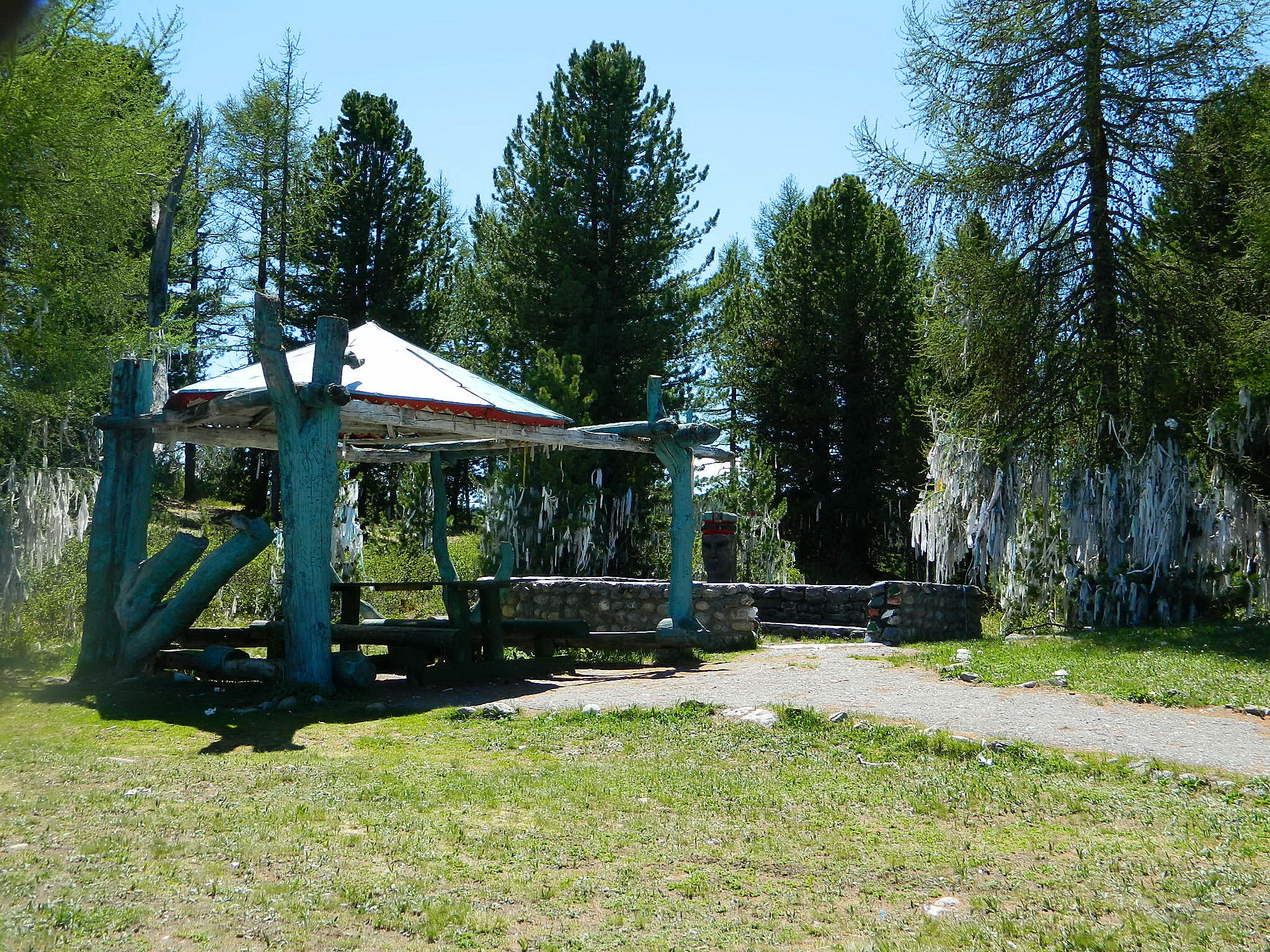
Беседка на Улаганском перевале

 С перевала видны вершины Восточного Алтая и Курайского хребта. В районе перевала множество озёр, в том числе и Узун-Коль.